# Цилиакс, Август
Генрих Христиан Вильгельм Август Цилиакс (нем. Heinrich Christian Wilhelm August Cyliax; 1774—1839) — немецкий оперный певец и театральный актёр; тенор.

## Биография
Родился в городе Веймаре в 1774 году. Обладая прекрасным тенором, Август Цилиакс решил посвятить себя театральной сцене и в 1795 году с громадным успехом дебютировал в Магдебургском театре. 
В 1815 году Август Цилиакс получил ангажемент в Санкт-Петербург, где, состоя артистом немецкой труппы, и оставался до самой смерти. 
Цилиакс был женат на любимице петербургской публики, артистке того же театра, с особенным успехом исполнявшей роль Монны в «Фингале» Озерова. Супруги Цилиакс играли всегда вместе и «не мало смешили публику тем, что почти каждый вечер публично объяснялись друг другу в любви». 
Кроме спектаклей немецкой труппы, Август Цилиакс в 1820 и 1823 годах принимал участие в концертах Филармонического общества столицы, где с большим успехом исполнял сольные номера программы.
Август Цилиакс умер 8 января 1839 года в городе Санкт-Петербурге.